# Портрет Александра Ивановича Остермана-Толстого
«Портрет Александра Ивановича Остермана-Толстого» — картина Джорджа Доу и его мастерской из Военной галереи Зимнего дворца.
Картина представляет собой погрудный портрет генерал-лейтенанта графа Александра Ивановича Остермана-Толстого из состава Военной галереи Зимнего дворца.
К началу Отечественной войны 1812 года генерал-лейтенант граф Остерман-Толстой находился в отставке, однако после вторжения Наполеона сразу вернулся в армию волонтёром в корпус П. Х. Витгенштейна. После первых боёв был официально зачислен на службу и назначен командиром 4-го пехотного корпуса. В Бородинском сражении был тяжело контужен, однако строя не оставил и далее отличился в Тарутинском бою и под Красным. Из-за ранений в конце 1812 года оставил армию, но к маю следующего года вернулся в строй. В Заграничном походе в 1813 году отличился во многих сражениях, в начальной фазе сражения при Кульме командовал всеми русскими войсками, однако вновь был ранен — ему ядром оторвало левую руку.
Изображён в генеральском мундире и шинели. Из орденов виден только шейный крест ордена Св. Георгия 2-го класса. Слева на уровне плеча подпись художника и дата: Geo Dawe RA Pinxt 1826 (в две строки). Подпись на раме: Графъ А. И. Остерманъ-Толстой, Генералъ Лейтенантъ.
Обстоятельства принятия решения о написании портрета Остермана-Толстого не выявлены. По окончании Наполеоновских войн он командовал Гренадерским корпусом и постоянно проживал в Москве. Летом 1825 года граф Остерман-Толстой приезжал в Санкт-Петербург и тогда, по мнению А. А. Подмазо, состоялась его встреча с Доу. Готовый портрет был принят в Эрмитаж 7 сентября 1825 года.
Хранитель британской живописи в Эрмитаже Е. П. Ренне считает, что прототипом для портрета Доу послужила гравюра Ф. Вендрамини по рисунку Ф. Ферьера, опубликованная в 1813 году.
В собрании Эрмитажа имеется другой портрет графа Остермана-Толстого, работы французского художника Пьера Поля Прюдона (холст, масло, 67 × 56 см, инвентарный № ГЭ-5084), написанный между 1807 и 1812 годами. До Октябрьской революции этот портрет находился в собрании графа Д. И. Толстого, в 1918 году был национализирован и отправлен на хранение в Государственный музейный фонд, откуда в 1923 году был передан в Эрмитаж. Долгое время картина считалась работой неизвестного художника и Прюдону была атрибутирована лишь в 1931 году, причём в следующем году атрибуция была подтверждена хранителем Лувра Рене Юигом. Этот портрет композиционно очень близок к работе Доу, и, по мнению некоторых сотрудников Эрмитажа, он послужил основой для работы Доу.
Хранитель русской живописи XIX века в собрании Эрмитажа Ю. Ю. Гудыменко считает что А. Е. Коцебу воспользовался галерейным портретом работы Доу для изображения А. И. Остемана-Толстого на своей картине «Сражение при Кульме 17 августа 1813 года (Лейб-гвардии Преображенский полк в сражении при Кульме)» (холст, масло; 86 × 121 см; Государственный Эрмитаж, инвентарный № ЭРЖ-2235) — он показан в левой части картины: его на руках с поля боя выносят солдаты уже после того как ему оторвало руку.